# Handa
Handa (jap. 半田市 Handa-shi) – miasto w Japonii, w prefekturze Aichi, w środkowej części wyspy Honsiu, na południowy wschód od Nagoi u nasady półwyspu Chita.
1 października 1889 roku wioska Handa zdobyła status miasteczka. 1 października 1937 roku Handa połączyło się z miasteczkami Kamezaki i Narawa (z powiatu Chita) zdobywając status miasta.

## Gospodarka
W mieście rozwinął się przemysł spożywczy, odzieżowy oraz maszynowy.

## Uczelnie
- Nihon Fukushi University – kampus Handa

## Populacja
Zmiany w populacji Handy w latach 1970–2015:
| Rok  | Populacja |
| ---- | --------- |
| 1970 | 80 663    |
| 1975 | 85 824    |
| 1980 | 89 328    |
| 1985 | 92 883    |
| 1990 | 99 550    |
| 1995 | 106 452   |
| 2000 | 110 837   |
| 2005 | 115 845   |
| 2010 | 118 829   |
| 2015 | 116 936   |

## Miasta partnerskie
- Japonia: Nanto (od 28.04.1997)
- Stany Zjednoczone: Midland (od 05.06.1981)[3]
- Australia: Port Macquarie (od 14.04.1990)[3]
- Chiny: Xuzhou (od 27.05.1993)[3]